# ЛСЮ Тайгерс (баскетбол)
ЛСЮ Тайгерс (англ. LSU Tigers) — студенческая баскетбольная команда, представляющая Университет штата Луизиана в первом баскетбольном мужском дивизионе NCAA. Базируется в Батон-Руже (штат Луизиана). В настоящее время команда выступает в Юго-Восточной конференции. 
Домашние игры «Тайгерс» проводят в «Пит Маравич Ассембли-центре» — спортивном сооружении названном в честь бывшего игрока команды Пита Маравича.

## История

### Эра Пресса Маравича (1966—1972)
Пресс Маравич был главным тренером команды в период 1966—1972 годов, в общей сложности, под его руководством «Тайгерс» показали результат 76 побед при 86 поражениях. Три сезона команда добивалась положительного соотношения побед и поражений, но не выигрывала конференцию SEC и ни разу не отбиралась на главный турнир NCAA. Этот период знаменателен выступлениями сына Пресси — «Пистоль Пита» Маравича, который играл за университет Луизианы с 1967 по 1970 годы. Он доминировал в студенческом баскетболе, набирая в среднем по 44,2 очка за игру, и в 1970 году получил награду лучшему баскетболисту среди учащихся вузов США.

### Эра Дэйла Брауна (1972—1997)
На протяжении следующих 25 лет Дэйл Браун был главным тренером команды. Этот период был самым успешным в истории команды. «Тайгерс» дважды выходили в «Финал четырёх», четыре раза в Elite 8, пять в Sweet 16 и тринадцать раз участвовали в основном турнире NCAA. Также команда четыре раза выигрывала свою конференцию и один раз выигрывала турнир конференции.

### Эра Джона Брэйди (1997—2008)
В 1997 году новым главным тренером «Луизианы» стал Джон Брэйди. Он пришёл в трудное время, команда отправлялась после скандала, связанного с незаконным рекрутингом игрока. Но уже в 2000 году «Тайгерс» добились результата 28—6 и сумели дойти до Sweet 16 в основном турнире. Однако, в межсезонье команда потеряла несколько важных игроков, в их числе был Стромайл Свифт, ушедший на драфт НБА, и не смогла восполнить их потерю. Лишь в сезоне 2005/2006 годов в ЛСЮ вновь была сильная команда. Ведомые Гленом Дэвисом и Тайрусом Томасом «Тайгерс», впервые с 1985 года, выиграли чемпионат конференции SEC и пробились в основной турнир. Они дошли до «Финала четырёх», но уступили УКЛА «Брюинз», доведя серию своих выступлений в «Финалах четырёх» до 0—6. Брэйди был уволен 8 февраля 2008 года после неудачного старта сезона.

### Эра Трэнта Джонсона (2009—2012)
10 апреля 2009 года Трэнт Джонсон был официально объявлен в качестве главного тренера «Луизианы». Он стал первым афроамериканцем на посту главного тренера «Тайгерс». Команда преобразилась под его руководством, в первый же год выиграла конференцию SEC и пробилась в основной турнир. Джонсон получил награду лучшему тренеру конференции SEC 2009 года. Последующие несколько лет были не столь удачными, и в 2012 году Джонсон подал в отставку.

### Эра Джонни Джонса (2012—настоящее время)
13 апреля 2012 года Джонни Джонс стал 21-м главным тренером в истории «Тайгерс».

## Обладатели национальных наград

### Игрок года
| Год  | Игрок       |
| ---- | ----------- |
| 1970 | Пит Маравич |
| 1991 | Шакил О'Нил |

### Тренер года
| Год  | Тренер     |
| ---- | ---------- |
| 1981 | Дэйл Браун |

## Игрок года конференции SEC
| Игрок          | Год              |
| -------------- | ---------------- |
| Пит Маравич    | 1968, 1969, 1970 |
| Руди Маклин    | 1981             |
| Крис Джексон   | 1989, 1990       |
| Шакил О'Нил    | 1991, 1992       |
| Стромайл Свифт | 2000             |
| Брэндон Басс   | 2005             |
| Глен Дэвис     | 2006             |
| Маркус Торнтон | 2009             |

## Новичок года конференции SEC
| Игрок        | Сезон     |
| ------------ | --------- |
| Брэндон Басс | 2003—2004 |
| Глен Дэвис   | 2004—2005 |
| Тайрус Томас | 2005—2006 |

## Закреплённые номера
| Номер | Игрок       | Позиция                | Карьера   | Год закрепления |
| ----- | ----------- | ---------------------- | --------- | --------------- |
| 23    | Пит Маравич | Разыгрывающий защитник | 1967—1970 |                 |
| 33    | Шакил О'Нил | Центровой              | 1989—1992 | 2000            |
| 40    | Руди Маклин | Лёгкий форвард         | 1976—1981 |                 |
| 50    | Боб Петтит  | Тяжёлый форвард        | 1950—1954 | 1954            |

## Достижения
- Полуфиналист NCAA: 1953, 1981, 1986, 2006
- Четвертьфиналист NCAA: 1953, 1980, 1981, 1986, 1987, 2006
- 1/8 NCAA: 1953, 1954, 1979, 1980, 1981, 1986, 1987, 2000, 2006, 2019
- Участие в NCAA: 1953, 1954, 1979, 1980, 1981, 1984, 1985, 1986, 1987, 1988, 1989, 1990, 1991, 1992, 1993, 2000, 2003, 2005, 2006, 2009, 2015, 2019
- Победители турнира конференции: 1980 
(Прим.: С 1953 по 1978 год не было турнира SEC)
- Победители регулярного чемпионата конференции: 1935, 1953, 1954, 1979, 1981, 1985, 1991, 2000, 2006, 2009, 2019